# Antonius Cleveland
Antonius Cleveland (ur. 2 lutego 1994) – amerykański koszykarz, grający na pozycji rzucającego obrońcy.
22 lutego 2018 podpisał 10-dniowy kontrakt z Atlantą Hawks. 21 lipca został zwolniony. 2 dni później został zawodnikiem Chicago Bulls. 12 października został zwolniony.
25 lipca 2019 zawarł umowę z Dallas Mavericks na występy zarówno w NBA, jak i zespole G-League – Texas Legends.

## Osiągnięcia
Stan na 26 listopada 2020, na podstawie, o ile nie zaznaczono inaczej.
NCAA
- Zaliczony do I składu konferencji Ohio Valley (OCV – 2017)